# Gho-Manhasan
Gho-Manhasan è una città dell'India di 3.709 abitanti, situata nel distretto di Jammu, nel territorio del Jammu e Kashmir. In base al numero di abitanti la città rientra nella classe VI (meno di 5.000 persone).

## Geografia fisica
La città è situata a 32° 33' 20 N e 74° 56' 55 E e ha un'altitudine di 310 m s.l.m..

## Società

### Evoluzione demografica
Al censimento del 2001 la popolazione di Gho-Manhasan assommava a 3.709 persone, delle quali 1.951 maschi e 1.758 femmine. I bambini di età inferiore o uguale ai sei anni assommavano a 448, dei quali 257 maschi e 191 femmine. Infine, coloro che erano in grado di saper almeno leggere e scrivere erano 2.497, dei quali 1.436 maschi e 1.061 femmine.